# Yugo Kochi
Yugo Kochi (髙地優吾 Kochi Yugo?, Kanagawa 8 de marzo de 1994) es un idol, cantante y actor japonés. Es miembro de la banda de chicos, SixTones, de la agencia de talentos, Starto Entertainment (anteriormente conocida como Johnny & Associates).

## Biografía

### Infancia
Yugo Kochi nació el 8 de marzo en la prefectura de Kanagawa, Japón. «Yugo» era un nombre que le dio su abuelo, con la esperanza de que creciera y fuera una persona amable. Estuvo en un club de fútbol durante la escuela primaria y secundaria, e incluso llegó a ser candidato para el equipo regional de Yokohama durante la escuela secundaria. Aunque no pudo continuar con el fútbol en la escuela secundaria, creó un equipo de fútbol sala con sus amigos de la universidad e incluso llegó al top 16 del Torneo de Kanto.

### Carrera
Yugo, quien no tenía planes de ingresar al mundo del entretenimiento, se unió a la agencia de talentos Johnny & Associates después de ganar el programa de audiciones realizado en «School Kakumei!», la solicitud para participar en dicho concurso la envió un amigo. Consiguió un puesto regular en el programa superando a más de 1300 concursantes.
El 4 de junio de 2009, se convirtió en miembro del grupo de J-pop, Yuma Nakayama w/B.I.Shadow, junto con Yuma Nakayama, Kento Nakajima, Fuma Kikuchi y Hokuto Matsumura. Tres días más tarde, el 7 de junio, Ryōsuke Yamada y Yūri Chinen, ambos del grupo, Hey! Say! JUMP se unieron al grupo para formar una unidad de tiempo limitado «NYC Boys» con quienes Yugo hizo su debut en CD el 15 de junio de 2009.
El 29 de marzo de 2011, los miembros de «B.I.Shadow», Fuma Kikuchi y Kento Nakajima, anunciaron su debut en Sexy Zone en noviembre del mismo año, lo que llevó a la disolución de facto de B.I.Shadow. Debutó como actor el 14 de abril de 2012, en la serie Shiritsu Bakaleya Koukou donde interpretó el papel de Makoto Jinbo.
Desde julio de 2019, tiene un espacio regular, titulado «Egao no YouGo!» en la revista «Yokohama Walker». El 8 de agosto de 2019, durante el «Johnnys Junior 8.8 Matsuri~ Tokyo Dome kara hajiramu», se anunció que hará su debut en CD con su grupo SixTones en 2020.
Se sabe que le encanta visitar diferentes onsen durante su tiempo libre, y se reveló que obtuvo su calificación de «Sommelier de aguas termales» en 2019.

## Filmografía

### Televisión
| Año  | Título                   | Papel         | Cadena de televisión | Notas         | Ref.   |
| ---- | ------------------------ | ------------- | -------------------- | ------------- | ------ |
| 2012 | Shiritsu Bakaleya Koukou | Jinbo Makoto  | NTV                  | Papel regular |        |
| 2018 | Black Pean               | Tamura Hayato | TBS                  | Episodio 3    | [ 16 ] |

### Películas
| Año  | Título                           | Papel        | Notas | Ref.   |
| ---- | -------------------------------- | ------------ | ----- | ------ |
| 2012 | Gekijōban Shiritsu Bakaleya Kōkō | Jinbo Makoto |       | [ 17 ] |
| 2019 | Ninja Drones?                    | Egao         |       | [ 18 ] |